# Colditz
Colditz és una ciutat al districte de Leipzig a l'estat de Saxònia (Alemanya) al marge del Mulde. La ciutat és coneguda pel Castell de Colditz.

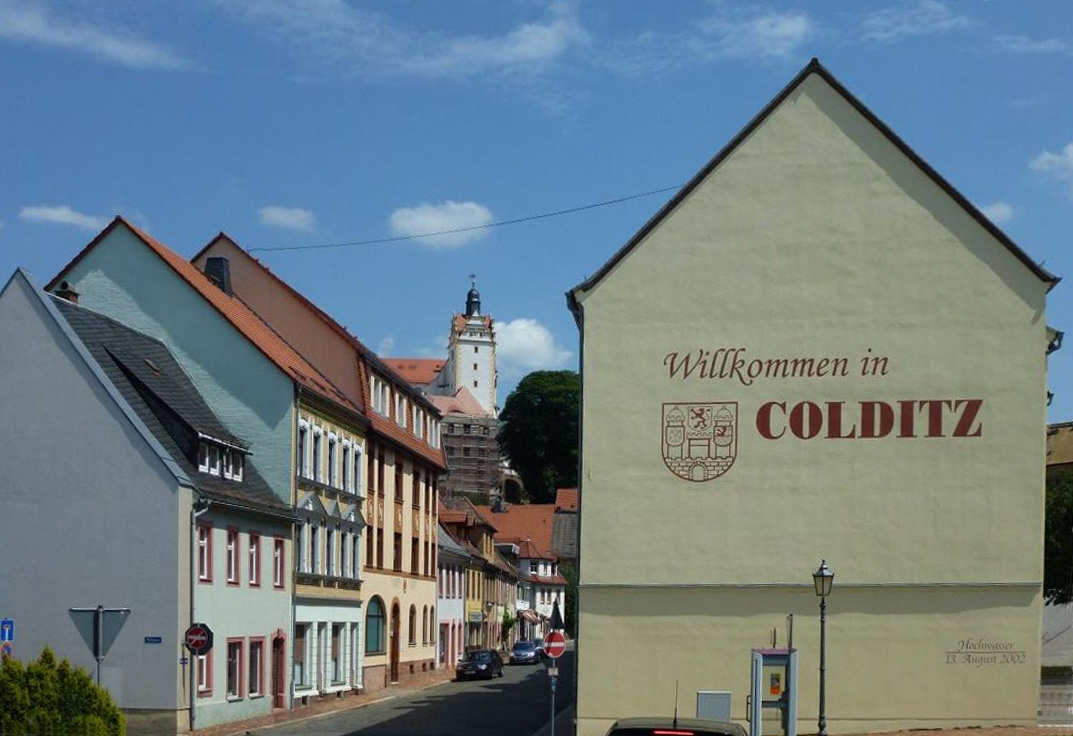
El carrer Wassergasse

El primer esment escrit Cholidistcha data de 1046. Va rebre els drets de ciutat el 1265. A l'inici del segle xix el castell va ser transformat en hospital per pacients psiquiàtrics «incurables» i després en presó per persones «asocials». Durant la primeria del nazisme va servir de camp de concentració per empresonar persones no condemnades en detenció protectiva i després a la Segona Guerra Mundial Castell va ser convertit en camp per a presoners de guerra (nomenat Oflag IVc) per als oficials de les forces aliades, el que va contribuir a fama internacional de la ciutat. Al nucli de Sermuth hi conflueixen els rius Zwickauer Mulde i Freiberger Mulde.
Durant la República Democràtica Alemanya hi havia un hospital, una fàbrica de porcellana i una de xamota. Cap de les indústries tradicionals va sobreviure a la reunificació alemanya. Als anys 1990 el castell va ser restaurat i conté un museu dedicat als oficials que van assajar escapar la captivitat, un alberg juvenil i altres infraestructures culturals. Per una sèrie de cases renaixentistes el nucli històric té un encant turístic.
La Fuga de Colditz és un joc de taula inspirat en una fuga real d'un oficial durant la guerra.